# Пигаревский (Шолоховский район)
Пигаревский — хутор в Шолоховском районе Ростовской области.
Входит в состав Вёшенского сельского поселения.

## География
Расположен в северной части Ростовской области. Летом температура воздуха прогревается до плюс 33—39 градусов Цельсия. Недалеко от хутора расположен источник родниковой воды.
Расстояние до районного центра с учётом доступа транспортом — 1 км.

### Улицы
| - ул. Дзержинского, - ул. Красноселовская, - ул. Пигаревская, - ул. Победы, | - ул. Северная, - ул. Социалистическая, - ул. Чехова, - ул. Щелоковского, | - пер. Герцена, - пер. Заречный, - пер. Лермонтова, - пер. Солнечный. |

## Население
| 2010 |
| ---- |
| 838  |

## Инфраструктура
Хутор имеет свою АЗС, автомойку, пост ДПС, гостиницу, множество озёр, на которых запрещена рыбалка, так же имеется сосновый бор, богатый грибами и животными, особая достопримечательность — трофейный лось породы Пигарь, завезенный ещё в 15-16 веках царем Иваном IV (Грозным).